# فيرخنيتولومسكي
فيركنيتولومسكيي (بالروسية: Верхнетуломский) هي مدينة في مقاطعة مورمانسك أوبلاست في روسيا.
يبلغ عدد سكانها حوالي 1879 نسمة.